# Karl-Liebknecht-Straße
Karl-Liebknecht-Straße (pol. Ulica Karla Liebknechta) – główna ulica berlińskiej dzielnicy Mitte, nazwana imieniem jednego z założycieli Komunistycznej Partii Niemiec Karla Liebknechta. Łączy bulwar Unter den Linden z prowadzącą do północnych dzielnic miasta Prenzlauer Allee.